# غيوم سورينا
غيوم سورينا (بالفرنسية: Guillaume Saurina) مواليد 4 أغسطس 1981 في نيم، فرنسا، هو لاعب كرة يد فرنسي يلعب كظهير أيسر. يلعب حاليا مع نادي سي إس إم بوخارست لكرة اليد ويحمل الرقم 10. مثل منتخب فرنسا لكرة اليد.

## الإنجازات
- الدوري الفرنسي لكرة اليد:
  - الميدالية الفضية: 2011
- كأس فرنسا:
  - النهائي: 2011

## روابط خارجية
- غيوم سورينا على موقع الاتحاد الأوروبي لكرة اليد (الإنجليزية)
- غيوم سورينا على موقع الاتحاد الفرنسي لكرة اليد (الفرنسية)